# Saperda alberti
Saperda alberti är en skalbaggsart som beskrevs av Plavilstshikov 1916. Saperda alberti ingår i släktet Saperda och familjen långhorningar. Inga underarter finns listade i Catalogue of Life.